# カール・デ・フォグト
カール・デ・フォグト（Carl de Vogt、1885年9月14日 - 1970年2月16日）は、ドイツの俳優。

## 出演作品
- 黄金の湖